# BUIW
BUIW (сокращение от BREW UI Widgets) — набор элементов интерфейса для платформы BREW, разработанный компанией Qualcomm.
Платформа BREW предоставляет разработчику довольно скудный набор средств для разработки интерфейса пользователя. По сути весь набор средств состоит из небольшого количества элементов интерфейса и поддержки ресурсных файлов. Создание BREW-приложений со сложным интерфейсом пользователя в таких условиях требует значительных усилий и затрат по времени.
Для упрощения разработки BREW-приложений со сложным интерфейсом пользователя компания Qualcomm разработала BUIW. Первые версии фреймворка назывались BUIT (сокращение от BREW UI Toolkit), начиная с версии 1.2.4 фреймворк переименован в BUIW. В настоящее время фреймворк доступен только OEM-разработчикам.